# Wetana
Wetana is een bestuurslaag in het regentschap West-Soemba van de provincie Oost-Nusa Tenggara, Indonesië. Wetana telt 2045 inwoners (volkstelling 2010).